# Tareq Nazmi
Tareq Nazmi (geboren 1983 in Kuwait) ist ein deutscher Opern- und Konzertsänger der Stimmlage Bass.

## Leben, Werk
Tareq Nazmi wuchs in München auf und studierte später an der dortigen Hochschule für Musik und Theater. Seine Lehrer waren Edith Wiens und Christian Gerhaher sowie privat Hartmut Elbert. Nach zwei Jahren am Opernstudio der Bayerischen Staatsoper in München gehörte er von 2012 bis 2016 dem dortigen Ensemble an. Er konnte sich in diesen Jahren ein breites Repertoire erarbeiten. Beispielsweise übernahm er den Caronte in L’Orfeo und den Osman in Les Indes galantes, Publio, Masetto und Sprecher in den Mozart-Opern La clemenza di Tito, Don Giovanni und Die Zauberflöte sowie den Don Fernando im Fidelio. Er sang den Nachtwächter on Wagners Meistersingern von Nürnberg, den Albert in Halevys La Juive, den Zuniga in Bizets Carmen und den Truffaldin Ariadne auf Naxos von Richard Strauss.
Seit 2016 ist er an zahlreichen großen Opernhäusern als Gast verpflichtet. 2017 debütierte er als Zaccaria in Nabucco am Theater St. Gallen. Später sang er an diesem Haus auch den Filippo II. im Don Carlo. Sein Rollendebüt als Banco in Verdis Macbeth erfolgte an der Vlaamse Opera von Antwerpen, später sang er diese Rolle auch in München. Auf einer Tourneeproduktion von Berlioz’ Benvenuto Cellini unter John Eliot Gardiner übernahm er die Rolle des Papstes Clemens VII., im Theater an der Wien war er als Bottom in Damiano Michielettos Inszenierung von Brittens A Midsummer Night’s Dream zu sehen und zu hören. Die Salzburger Festspiele verpflichteten ihn 2018 als Sprecher und 2022 als Sarastro in der Zauberflöte, 2023 als Banco im Macbeth. Sein Debüt als Gurnemanz in Wagners Parsifal gab Tareq Nazim am Grand Théâtre de Genève. Im April 2023 debütierte er als König Heinrich in Wagners Lohengrin an der Wiener Staatsoper. Diese Rolle hatte er zuvor bereits in einer konzertanten Aufführung beim Spring Festival in Tokio gesungen. Die Lyric Opera of Chicago verpflichtete ihn als Sarastro. Weitere Engagements führten ihn an die Oper Köln und an die Komische Oper Berlin. An der Bayerischen Staatsoper gastiert er weiterhin als Sarastro, Gurnemanz und als Ferrando in Verdis Il trovatore.
Tareq Nazmi ist auch ein gefragter Konzertsänger mit einem breit gefächerten Repertoire, von Bach über Mozart bis Orff. Er sang beim Lucerne Festival und mehrfach in Konzerten und konzertanten Aufführungen des Symphonieorchesters des Bayerischen Rundfunks unter John Eliot Gardiner, Friedrich Haider und Ulf Schirmer, weiters mit den Münchner Philharmonikern und den Wiener Symphonikern. Er wurde auch von den Berliner Philharmonikern unter Daniel Barenboim, vom WDR Sinfonieorchester unter Jukka-Pekka Saraste, von der NDR Elbphilharmonie und vom Deutschen Symphonie-Orchester Berlin, beide unter Manfred Honeck, verpflichtet, weiters vom Balthasar-Neumann-Chor und -Ensemble unter Thomas Hengelbrock, vom Tonhalle-Orchester Zürich, vom Orchestre de Paris unter Daniel Harding und vom Orquestra Gulbenkian unter Alain Altinoglu. Bei den Salzburger Festspielen debütierte er im August 2016 in einer Mozart-Matinee mit dem Mozarteumorchester Salzburg unter Constantinos Carydis; er sang damals eine Konzertarie Mozarts. Es folgten in Salzburg unter anderem die Soli in C-Moll-Messe und Krönungsmesse. Er übernahm weiters die Bass-Soli im Verdis Messa da Requiem auf einer Tournee unter Teodor Currentzis, in Beethovens Missa solemnis in München unter Kirill Petrenko, in Beethovens Neunter beim Maggio Musicale Fiorentino unter Zubin Mehta und im Mozart-Requiem mit den Wiener Philharmonikern unter Thomas Guggeis.
Als Liedsänger war er gemeinsam mit seinem Begleiter Gerold Huber bei der Schubertiade Hohenems, in München, Köln und in der Londoner Wigmore Hall zu hören. Im Frühjahr 2023 gastierte er in Tokio mit Schuberts Winterreise.